# 降神島
降神島（うるがみじま）は日本の南西諸島、沖縄本島北西部の伊平屋伊是名諸島の無人島で、沖縄県島尻郡伊是名村に属する。

## 概要
伊是名島の東、仲田港から東南東へ約1.2キロメートルの東シナ海上にある珊瑚礁が隆起して出来た岩礁。「降神島」の名称は天地開闢に際して神々が最初に降り立った場所であることに由来するとされ、アカラ御嶽には日本神話の天岩戸に似た伝承が残されている。